# Augustana

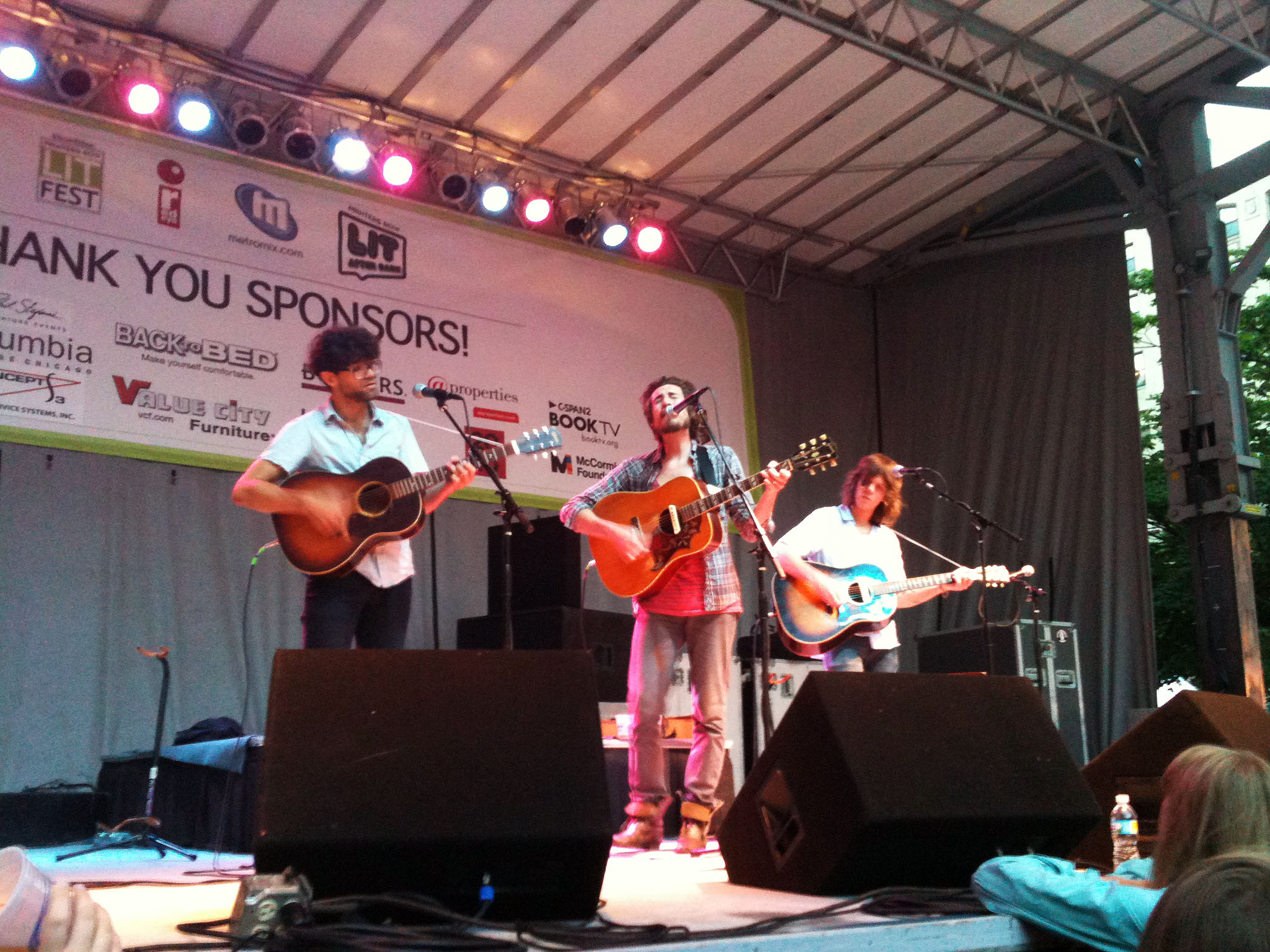
Augustana - Chicago, 2010.

Augustana é uma banda de rock estadunidense formada no ano de 2003 em San Diego, Califórnia. Já lançou álbuns pela Epic Records.. A banda se tornou conhecida pelo grande público pela música "Boston".

## História

### Primeiros Anos
No Outono de 2002 no Geenville College em Illinois, Dan Layus convidou seus amigos Kyle Baker e Simeon Lohrmann para criarem músicas. Eles começaram regravando a canção "More than a Love Song" da qual Dan escreveu para sua namorada enquanto ele morava na California. Eles originalmente queriam se chamar The Looking Glass, mas depois de descobrirem que outra banda já utilizava esse mesmo nome, eles optaram por "Augustana". O primeiro álbum completo, "Midwest Skies and Sleepless Mondays" foi gravado em um estúdio montado na casa de Jon King. O álbum foi lançado nos Estados Unidos na primavera de 2003 e somente 1000 cópias foram produzidas. 
Dan Layus decidiu voltar para o sul da Califórnia com seu colega de banda Josiah Rosen, onde eles conheceram o futuro baterista, Justin South. A banda se juntou a diversas turnês com bandas mais famosas, como Switchfoot, Maroon 5, The Fray, Counting Crows, Dashboard Confessional, O.A.R., Snow Patrol, Goo Goo Dolls, Cartel e OneRepublic, e eles tiveram também suas próprias turnês solos.

### All the Stars and Boulevards(2005-2007)
O álbum foi lançado no dia 6 de setembro de 2005 e alcançou o primeiro lugar no Top Heatseekers e o Top 200 da Billboard. O primeiro single do álbum, Boston, foi lançado ainda em 2005. Essa versão difere da que estava no álbum de estreia, "Midwest Skies and Sleepless Mondays". Esse versão estava exclusivamente disponível na lojas Best Buy, e no site da Best Buy. No dia seguinte ao lançamento, as cópias estavam completamente esgotadas. Uma das novidades, foi o relançamento de algumas músicas com uma nova sonoridade, como foi o caso da música "Wasteland", também havia versões acústicas e clipes das músicas "Boston" e "Stars and Boulevards". A música mais reconhecida desse álbum e que chegou ao 34º lugar no Top 100 da Billboard foi "Boston". Uma parte do sucesso se deve a aparição da música em diversas séries de tv como Scrubs, Smallville, e One Tree Hill. Um trecho da música foi cantada pelo Leonard no episódio 3 da primeira temporada The Big Bang Theory.
Josiah Rosen deixou a banda para assinar com outra gravadora. Após isso, a banda embarcou em sua segunda turnê no começo de 2007.

### Can't Love, Can't Hurt(2008-2010)
A banda lançou seu terceiro álbum "Can't Love, Can't Hurt" no dia 29 de abril de 2008. O primeiro single do álbum foi "Sweet and Low". O segundo e mais bem-sucedido single foi "I Still Ain't Over You".
Muitas músicas do álbum apareceram em diversas séries de tv, como por exemplo a canção "Twenty Years" que apareceu nas séries One Tree Hill e Numb3rs.
No outono americano de 2010 a banda teve de cancelar sua turnê na Europa e Estados Unidos.

### Augustana(2011-2013)
O autointitulado "Augustana", foi o terceiro álbum de estúdio. Lançado no dia 26 de abril de 2011, teve como single a canção "Steal Your Heart". O lançamento da música nas rádio estava previsto para dia 14 de fevereiro, no qual iria coincidir com o Dia dos Namorados americano, porém o lançamento foi adiantado para o dia 8 de fevereiro no AOL Music.
Pouco depois do lançamento do álbum, Dan Layus anunciou que todos os membros da banda a deixaram amigavelmente para se dedicarem a projetos particulares, mas ele poderia continuar com a turnê e se apresentar ainda com o nome Augustana.
No dia 22 de julho de 2013, Dan Layus anunciou que o Augustana havia assinado um novo contrato e estaria trabalhando em um novo álbum de estúdio.

### Life Imitating Life(2014-Atual)
No dia 11 de fevereiro de 2014, a banda anunciou que eles assinaram com o Washington Square Music para lançamento do novo álbum de estúdio no dia 22 de abril. Dan Layus comentou: "Eu não poderia estar mais feliz ao se juntar com o Washington Square, Eu estou ansioso para estar no estúdio de gravação e animado por estar apto a fazer e compartilhar música com nossos fãs".
No dia 3 de março de 2014, a banda anunciou seu novo álbum, chamado Life Imitating Life. Eles também apresentaram o primeiro single, "Ash and Ember".

## Membros
Formação atual
- Dan Layus (vocais, guitarra, piano)

Membros antigos
- Jared Palomar (baixo, vocais)
- Chris Sachtleben (guitarra, vocais)
- Justin South (bateria)
- Josiah Rosen (guitarra, vocais)
- John Vincent (piano, órgão, teclado, vocais)
- Josh Calhoun (bateria)Notas e referências

1. ↑  «Overreview». allmusic.com (em inglês). Rovi Corporation. Consultado em 5 de outubro de 2011